# Фордонджанус
Фордонджанус (італ. Fordongianus, сард. Fordongianus) — муніципалітет в Італії, у регіоні Сардинія,  провінція Ористано.
Фордонджанус розташований на відстані близько 380 км на південний захід від Рима, 95 км на північ від Кальярі, 23 км на північний схід від Ористано.
Населення — 912 осіб (2014).
Щорічний фестиваль відбувається 21 серпня. Покровитель — San Lussurio.

## Демографія
Населення за роками:

Станом на 1 січня 2023 року в муніципалітеті офіційно проживали 22 іноземці з 5 країн, серед них 20 громадян країн Євросоюзу.

## Сусідні муніципалітети
- Аббазанта
- Аллаї
- Бузакі
- Гіларца
- Олластра
- Паулілатіно
- Сіапічча
- Вілланова-Трускеду